# Aquilula riskindii
 Aquilula riskindii  (B.L.Turner & G.Langford) G.L.Nesom, 2018 è una specie di piante angiosperme dicotiledoni della famiglia delle Asteraceae, sottofamiglia Asteroideae,  tribù Astereae (North American lineage) e sottotribù Gutierreziinae.  Aquilula riskindii è anche l'unica specie del genere  Aquilula   G.L.Nesom, 2018.

## Etimologia
Il nome generico (Aquilula) è la forma latinizzata di "Aguililla" (piccola aquila).
Il nome scientifico della specie è stato definito dai botanici Billie Lee Turner (1925-2020), Gayle Elizabeth Langford (1949-) e Guy L. Nesom (1945-) nella pubblicazione " Phytoneuron. Digital Publications in Plant Biology" (Phytoneuron 2018-24: 3) del 2018. Il nome scientifico del genere è stato definito nella stessa pubblicazione.

## Descrizione
Portamento. La specie di questa voce ha un habitus di tipo basso subarbustivo aromatico. L'indumento è fatto di corti peli ispidi e traslucidi.
Fusto. La parte aerea in genere è eretta, semplice o ramosa. Altezza media: 8 - 20 cm.
Foglie. Le foglie sono disposte in modo alternato. La lamina è semplice con forme da lineari-oblanceolate a strettamente obovate o spatolate con base da attenuata a subpicciolata. Sulla superficie, con una venatura centrale, possono essere presenti dei punti ghiandolari. Dimensioni delle foglie: larghezza 1,5 - 5 mm; lunghezza 8 - 10 mm. 
Infiorescenza. Le sinflorescenze sono scapose (capolini solitari). Le infiorescenze vere e proprie sono composte da un capolino terminale sessile di tipo radiato. I capolini sono formati da un involucro, con forme da largamente turbinate a subemisferiche, composto da diverse brattee, al cui interno un ricettacolo fa da base ai fiori di due tipi: fiori del raggio e fiori del disco. Le brattee, con forme da ovato-lanceolate a oblunghe oppure oblungo-oblanceolate o oblungo-lanceolate, e a consistenza erbacea (sono bianche nella parte basale), sono disposte in modo più o meno embricato e scalato su 3 - 4 serie. Il ricettacolo profondamente alveolato è nudo ossia senza pagliette a protezione della base dei fiori; la forma è piatta o da convessa a conica. Diametro del capolino: 7 - 8 mm.
Fiori.  I fiori sono tetra-ciclici (formati cioè da 4 verticilli: calice – corolla – androceo – gineceo) e pentameri (calice e corolla formati da 5 elementi). Si distinguono in:
- fiori del raggio (esterni): da 12 a 16 per capolino, sono femminili; la forma è ligulata (zigomorfa);
- fiori del disco (centrali): sono più numerosi (da 30 a 50) con forme brevemente tubulose (attinomorfe); sono ermafroditi.

- Formula fiorale:

*/x K {\displaystyle \infty }, [C (5), A (5)], G 2 (infero), achenio
- Calice: i sepali del calice sono ridotti ad una coroncina di squame.

- Corolla: 
  - fiori del raggio: la forma della corolla alla base è più o meno tubulosa, mentre all'apice è ligulata; la ligula, contorta, può terminare con alcuni denti; il colore è giallo (poi diventano violacee); larghezza delle ligule: 4 - 5 mm;
  - fiori del disco: la forma è tubulare-imbutiforme bruscamente divaricata in 5 lobi; i lobi hanno una forma triangolare; il colore è giallo; lunghezza delle corolle: 4,5 - 6 mm.

- Androceo: l'androceo è formato da 5 stami sorretti da filamenti generalmente liberi; gli stami sono connati e formano un manicotto circondante lo stilo con inserzione nella giunzione tra il tubo della corolla e il lembo; le teche (produttrici del polline) alla base sono troncate e sono lievemente auricolate (molto raramente sono speronate o hanno una coda); le appendici apicali delle antere hanno delle forme piatte e lanceolate; il tessuto endoteciale (rivestimento interno dell'antera) è quasi sempre polarizzato (con due superfici distinte: una verso l'esterno e una verso l'interno). Il polline è sferico con un diametro medio di circa 25 micron;  è tricolporato (con tre aperture sia di tipo a fessura che tipo isodiametrica o poro) ed è echinato (con punte sporgenti).[10][12]

- Gineceo: l'ovario è infero uniloculare formato da 2 carpelli.[6] Lo stilo (il recettore del polline) è profondamente bifido (con due stigmi divergenti) e con le linee stigmatiche marginali separate.[13] I due bracci dello stilo hanno una forma lineare-lanceolata e possono essere papillosi o ricoperti da ciuffi di peli.

Frutti. I frutti sono degli acheni con pappo. Gli acheni, con forme subcilindriche, sono senza nervature nervature; la superficie è densamente strigosa. Il pappo è monoseriato e persistente. Lunghezza degli acheni: 2 - 2,8 mm. Lunghezza del pappo: 3 - 5 mm.

## Biologia
Impollinazione: tramite insetti (impollinazione entomogama tramite farfalle diurne e notturne).

Riproduzione: la fecondazione avviene fondamentalmente tramite l'impollinazione dei fiori.

Dispersione: i semi cadono a terra e vengono dispersi soprattutto da insetti come formiche (disseminazione mirmecoria). Un altro tipo di dispersione è zoocoria: gli uncini delle brattee dell'involucro (se presenti) si agganciano ai peli degli animali di passaggio che portano così i semi anche su lunghe distanze. Inoltre per merito del pappo il vento può trasportare i semi anche per alcuni chilometri (disseminazione anemocora).

## Distribuzione e habitat
La specie di questa voce è distribuita in Messico.

## Sistematica
La famiglia di appartenenza di questa voce (Asteraceae o Compositae, nomen conservandum) probabilmente originaria del Sud America, è la più numerosa del mondo vegetale, comprende oltre 23.000 specie distribuite su 1.535 generi, oppure 22.750 specie e 1.530 generi secondo altre fonti (una delle checklist più aggiornata elenca fino a 1.679 generi). La famiglia attualmente (2021) è divisa in 16 sottofamiglie; la sottofamiglia Asteroideae è una di queste e rappresenta l'evoluzione più recente di tutta la famiglia.

### Filogenesi
La tribù Astereae (una delle 21 tribù della sottofamiglia Asteroideae) comprende circa 40 sottotribù. In base alle ultime ricerche nella tribù sono stati individuati (provvisoriamente) 5 principali lignaggi:
- Basal grade: include alcuni generi isolati, il gruppo "South American-Oceania",  alcune sottotribù africane e il gruppo dei generi legnosi del Madagascar.
- Bellis lineage: comprende le sottotribù eurasiatiche e una sottotribù africana.
- Aster lineage: include i generi asiatici di Asterinae e i principali gruppi dell'Australia e dell'Oceania.
- Baccharis lineage: include alcuni gruppi sudamericani.
- North American lineage: include la vasta gamma di sottotribù del Nordamerica, Messico e alcuni gruppi distribuiti nel Sudamerica.

Il genere  Aquilula  (insieme alla sottotribù Gutierreziinae) è incluso nel lignaggio "North American lineage". Un recente studio di tipo filogenetico cladistico ha permesso di ricostruire l'origine/evoluzione di tre gruppi di specie affini della sottotribù Gutierreziinae relativi al Messico settentrionale e alla penisola della California: Aquilula, Xylothamia e Gundlachia. Il cladogramma seguente è ricavato dallo studio citato (sono indicate per ogni ramo le apomorfie).
| foglie lineari-involute fiori del disco fortemente zigomorfi | Xylothamia |
|                                                              | Xylothamia |
| tricomi flagelliformi fiori del disco debolmente zigomorfi   | \| portamento basso capolini solitari \| Aquilula \| \| \| Aquilula \| \| corolle bianche ligule non contorte \| Gundlachia \| \| \| Gundlachia \| |
|                                                              | \| portamento basso capolini solitari \| Aquilula \| \| \| Aquilula \| \| corolle bianche ligule non contorte \| Gundlachia \| \| \| Gundlachia \| |
| portamento basso capolini solitari                           | Aquilula |
|                                                              | Aquilula |
| corolle bianche ligule non contorte                          | Gundlachia |
|                                                              | Gundlachia |

| portamento basso capolini solitari  | Aquilula   |
|                                     | Aquilula   |
| corolle bianche ligule non contorte | Gundlachia |
|                                     | Gundlachia |

I caratteri distintivi della specie  Aquilula riskindii sono:
- le foglie sono piatte con forme da strettamente obovate a spatolate;
- i capolini sono solitari;
- le corolle sono debolmente zigomorfe;
- la superficie degli acheni è strigosa.

Il numero cromosomico delle specie di questo genere è: 2n = 18.

### Sinonimi
Sono elencati alcuni sinonimi per questa entità:
- Ericameria riskindii B.L.Turner & G.Langford
- Gundlachia riskindii  (B.L.Turner & G.Langford) Urbatsch & R.P.Roberts
- Xylothamia riskindii  (B.L.Turner & G.Langford) G.L.Nesom